# Wenchen
Wenchen (kinesiska: 温陈乡, 温陈) är en socken i Kina. Den ligger i provinsen Shandong, i den östra delen av landet, omkring 74 kilometer väster om provinshuvudstaden Jinan.
Genomsnittlig årsnederbörd är 800 millimeter. Den regnigaste månaden är juli, med i genomsnitt 287 mm nederbörd, och den torraste är januari, med 5 mm nederbörd.